# Efik
Efik – grupa etniczna zamieszkująca głównie południowo-wschodnią Nigerię, stany: Cross River i Akwa Ibom. Posługują się językiem efik, który jest odmianą języka ibibio. Populacja Efik liczy 564 tys. osób. Religia: chrześcijaństwo – 99% (Kościół Rzymskokatolicki: 67%, ewangelikalizm: 33%), religie tradycyjne – 1%.
W XX wieku duża część ludności Efik przeniosła się z miast i osiedliła się w rolniczych wioskach. Efik zajmują się głównie rolnictwem (uprawa: batatów, manioku, taro, kukurydzy, warzyw, i owoców) i rybołówstwem.